# 進步體育會
進步體育會（西班牙語：Club Atlético Progreso）是一支来自乌拉圭蒙得维的亚市La Teja社区的足球俱乐部。 它成立于1917年。隊名Progreso取自西班牙語中的「進步」，其概念在當時無政府主義者的術語表中非常普遍，他們想要表達他們對創建俱樂部的熱情，以及對「進步」的渴望。
目前,他参加了乌拉圭一级联赛,这是参加最高级别的第26场比赛。 位于亚伯拉罕·帕拉迪诺体育场。
他伟大的体育成就是在1989年赛季，球會获得第一名并赢得了乌拉圭特别锦标赛，因为这是唯一一个单轮比赛的锦标赛。 在胜者还剩2分的情况下，他将国民队和佩纳罗尔队的后卫分差扩大到5分。 他还赢得了1985年甲级联赛的冠军以及B级和C级的多个冠军。 
在国际层面，Progreso 曾于1987年、 1990年和2020年三次参加最高级别的大陆锦标赛——解放者杯。 其中一次是在1990年，他们在第一阶段就获得了小组第一，然后输给了瓜亚基尔巴塞罗那队，最终成为了该赛事的副冠军。